# Andries van Eertvelt
Andries van Eertvelt (getauft 25. März 1590 in Antwerpen; † August 1652 ebenda) war ein flämischer Maler.

## Leben

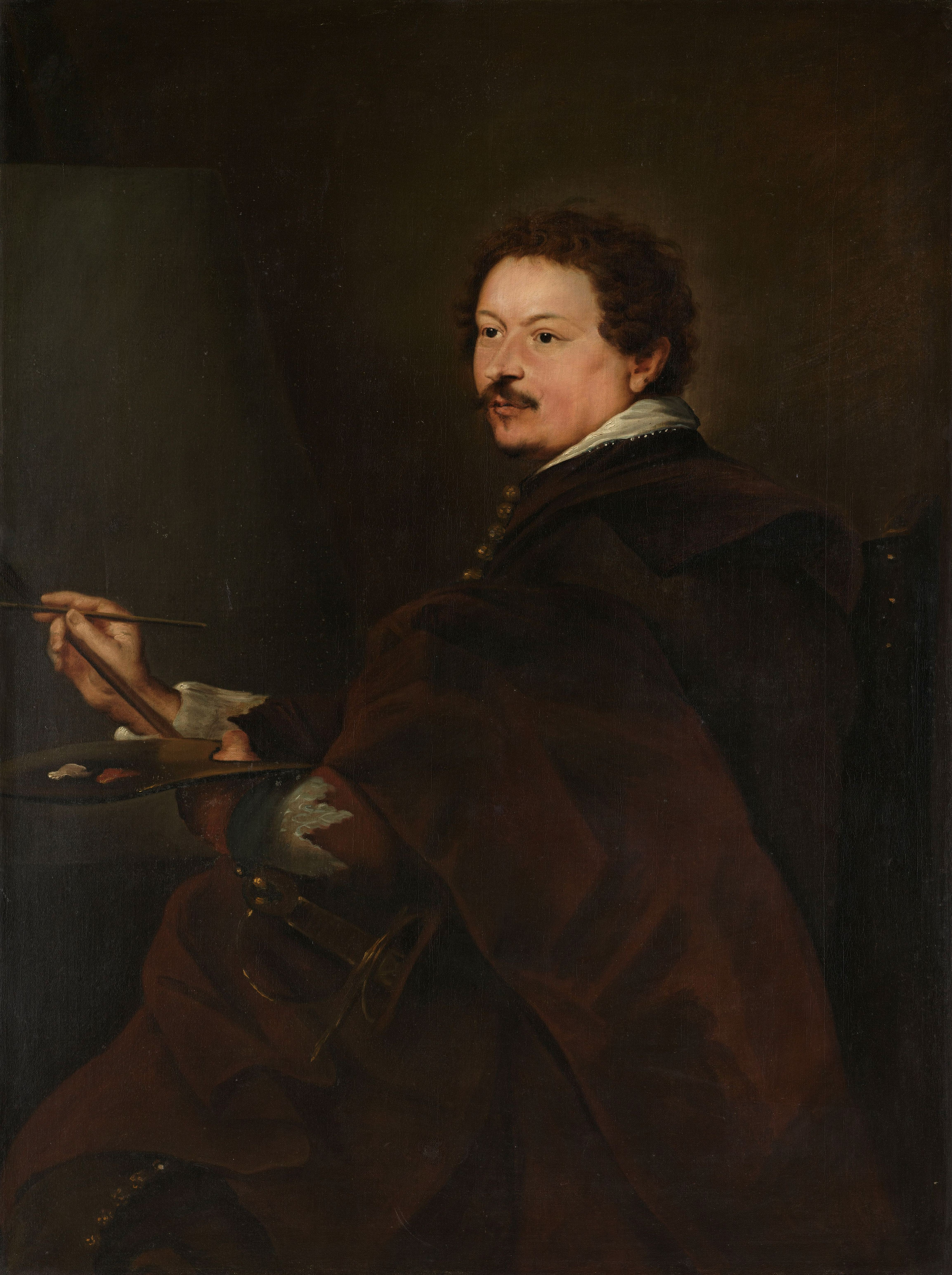
Porträt von van Eertveld durch Anthony van Dyck

Andries van Eertvelt gilt als einer der bedeutendsten flämischen Marinemaler seiner Zeit. Über seine Ausbildung ist nichts bekannt. Spätestens gegen 1609/10 ist er als freier Meister tätig und wird etwa ein Jahrzehnt lang als gefragter Lehrmeister erwähnt. Gegen Ende der 1620er Jahre wird, ausgehend von seinen Bildmotiven, ein längerer Studienaufenthalt in Genua und Neapel vermutet. Ab dem März 1631 ist er wieder in Antwerpen dokumentiert. Belegt ist sein gutes Verhältnis zu anderen flämischen Malern seiner Zeit. Von Anthonis van Dyck wurde er porträtiert.
Obwohl van Eertvelt keine neuen Wege beschritt, war er ein solider Meister seines Fachs. Seine Stärke war die Darstellung bewegter und stürmischer See in Verbindung mit detailreich gemalten Schiffen. Er gehörte zu den wenigen flämischen Malern, die sich in diesem Genre versuchten und damit erfolgreich waren.
Von seinem Namen gibt es zahlreiche Varianten: Andries van Ertvelt, Andries van Artvelt, Andries van Aertvelt, Andries van Artevelde, Andries van Artevelt. Die bevorzugte Schreibweise beim Rijksbureau voor Kunsthistorische Documentatie lautet Andries van Eertvelt.

## Werke (Auswahl)
- Amsterdam, Rijksmuseum

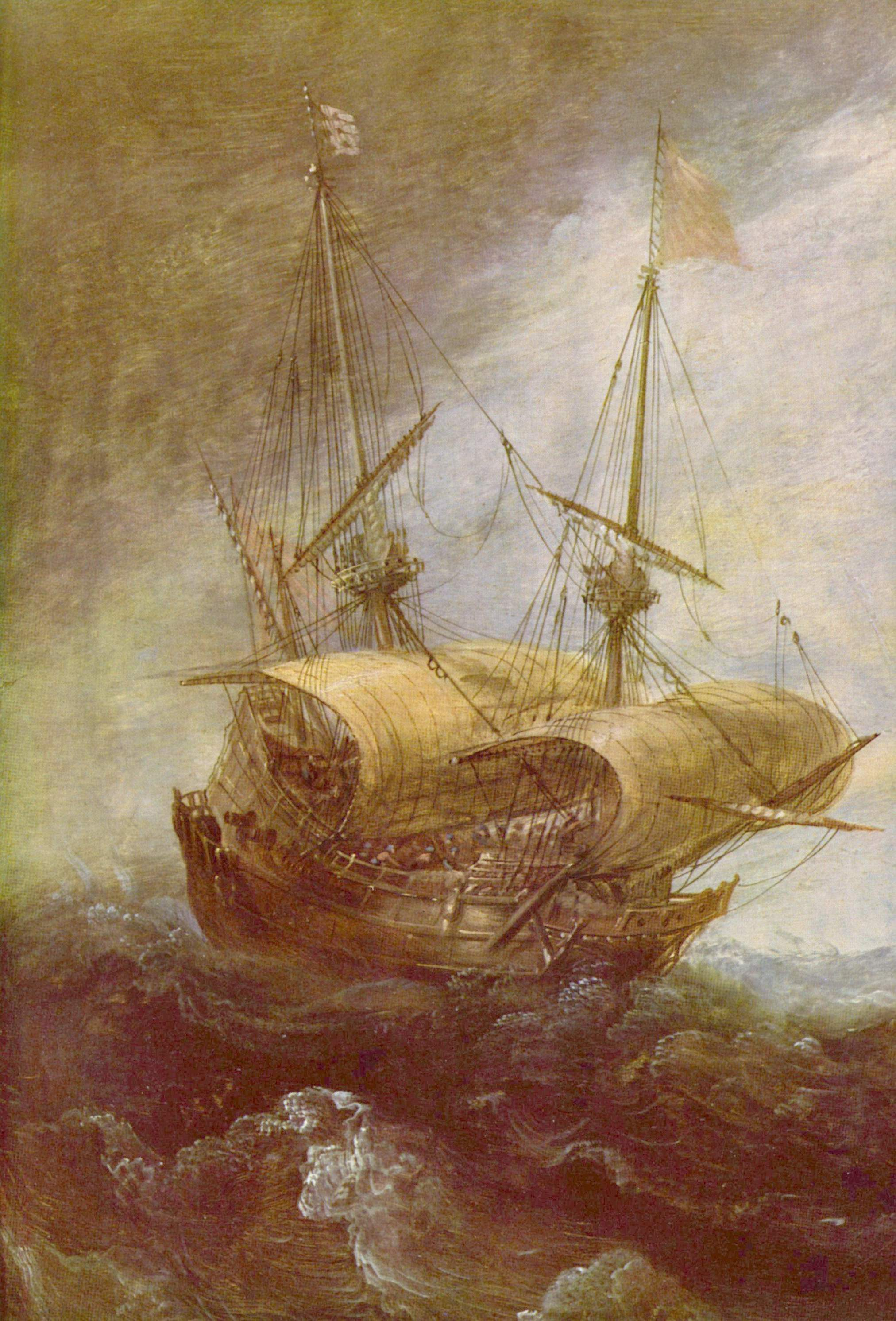
„Stürmische See“, Detail

  - Holländische Schiffe im Sturm. (zugeschrieben)
- Bonn, Rheinisches Landesmuseum
  - Seeschlacht vor felsiger Küste. 1604
- Düsseldorf, Kunstmuseum
  - Stürmische See.
- London/Greenwich, National Maritime Museum, Caird Collection
  - Kampf um San Salvador (Brasilien), 1624, Öl auf Leinwand, 67,5 × 106,5 cm[1]
- Madrid, Museo del Prado
  - Schiffe vor einer Küste.
  - Salutschießende Schiffe vor einer Küste. (zugeschrieben)
- Neuburg an der Donau, Staatsgalerie Neuburg
  - Seestück mit vier Fregatten.
  - Hafenszene.
  - Seeschlacht. um 1648 – 1652
- Salamanca, Museo del Salamanca
  - Schiffe auf stürmischer See. (zugeschrieben)
- Wrocław, Muzeum Narodowe Wrocław
  - Stürmische See mit Schiffen in Seenot.
- Verbleib unbekannt
  - Schlacht auf der Zuiderzee im Oktober 1573. (am 17. April 1980 bei Bonham in London versteigert)
  - Die Rückkehr der holländischen Flotte der Ostindien-Kompanie nach Amsterdam 1599. (am 12. Januar 1995 bei Sotheby’s in New York versteigert)
  - Holländische Schiffe auf welliger See. (am 5. April 1995 bei Sotheby’s in London versteigert)
  - Schiffbruch an felsiger Küste. (am 7. April 1995 bei Christie’s in London versteigert)
  - Schiffe auf stürmischer See. (am 8. Mai 1995 bei Christie’s in Amsterdam versteigert)
  - Schiffe auf der IJ bei Amsterdam. (am 9. Mai 1995 bei Sotheby’s in Amsterdam versteigert)
  - Schiffe auf bewegter See. (zugeschrieben – am 19. Mai 1995 bei Sotheby’s in New York versteigert)
  - Holländische Schiffe bei welliger See vor felsiger Küste (am 31. Januar 1997 bei Christie’s in New York versteigert)
  - Schiffe im Sturm (am 20. Juni 1997 bei Drouot Richelieu in Paris versteigert)
  - Seeschlacht vor einer Küste. (am 30. März 1998 bei Bernaerts, Veilinghuis in Antwerpen versteigert)
  - Holländische Schiffe auf See (am 7. Juli 1998 bei Phillips Son & Neal in London versteigert)
  - Seeschlacht zwischen holländischen und spanischen Schiffen. (am 9. November 1999 bei Sotheby’s in Amsterdam versteigert)
  - Hafenszene (wahrscheinlich) bei Genua. (bis mindestens 2006 London, Privatsammlung)
  - Schiffe auf stürmischer See. (zugeschrieben – am 12. Dezember 2006 vom Dorotheum in Wien versteigert)
  - Schiffe auf stürmischen Meer. (2007 im Kunsthandel Daphne Alazraki Fine Art in New York)